# Ancylus ashangiensis
Ancylus ashangiensis là một loài very small, air-breathing, freshwater snail hoặc limpet. It is an aquatic pulmonate gastropoda in the Ancylidae. Đây là loài đặc hữu của Ethiopia.